# Spet (Round and Round)
Spet (Round and Round) är en låt framfördes i Eurovision Song Contest 2014 i Köpenhamn i andra semifinalen 8 maj. Artisten som framförde låten var Tinkara Kovač.